# سولوری
سولوری (به گرجی : სულორი) یک روستایی در شهرداری وانی استان ایمرتی در کشور گرجستان است. این روستا در کناره رود سولوری (شاخه چپ رود ریونی) و در ۲۵۰ متری بالاتر از سطح دریا قرار گرفته است. سولوری ۱۱ کیلومتر تا وانی فاصله دارد.

## گردشگری
سولوری دارای یک اقامتگاه تفریحی-درمانی است که دارای اهمیت فراوانی است. سولوری دارای آب و هوای نیمه‌گرمسیری مرطوب و زمستان‌های معتدل و بدون برف است. میانگین دما در ماه ژانویه ۵ درجه سانتی‌گراد در ماه اوت ۲۳ درجه سانتی‌گراد است. میانگین بارش در سولوری ۱۶۰۰ میلی‌متر در سال است. آب‌گرم و حمام اقامتگاه واقع در سولوری دارای آب معدنی دارای سدیم، گوگرد و سولفات هیدروکربن و با دمای ۳۵ درجه سانتی‌گراد است که برای درمان دستگاه ماهیچه‌ای‌اسکلتی انسان، دستگاه عصبی پیرامونی و بیماری‌های زنان مؤثر است. این اقامتگاه از ژوئن تا اکتبر این خدمات را ارائه می‌دهد.